# Hemisphaerius variegatus
Hemisphaerius variegatus är en insektsart som beskrevs av Stsl 1870. Hemisphaerius variegatus ingår i släktet Hemisphaerius och familjen sköldstritar. Inga underarter finns listade i Catalogue of Life.